# Топологический изолятор
Топологи́ческий изоля́тор — особый тип материала, который в объёме является диэлектриком (изолятором), а по поверхности проводит электрический ток.
Топологический изолятор является внутри изолятором по той же причине, что и «тривиальный» (обычный) изолятор: в зонной структуре существует энергетическая щель между валентной зоной и зоной проводимости материала. Но в топологическом изоляторе эти зоны в неформальном смысле «скручены» относительно тривиального изолятора.
Примером топологического изолятора может служить очень тонкая (в противном случае нужный эффект топологического изолятора не достигается) плёнка теллурида ртути и минерал кавацулит, сначала полученный в лаборатории, и только затем обнаруженный в природе.

## История
Первые модели трёхмерных топологических изоляторов были предложены Б. А. Волковым и О. А. Панкратовым в 1985 году, а затем О. А. Панкратовым, С. В. Пахомовым и Б. А. Волковым в 1987 году было показано существование бесщелевых двумерных состояний Дирака на соприкосновении инверсных зон в гетероструктурах PbTe/SnTe и HgTe/CdTe. Существование межфазных состояний Дирака в HgTe/CdTe было экспериментально подтверждено группой Лорен В. Моленкамп в двумерных топологических изоляторах в 2007 году.
Топологические изоляторы, предсказанные в 1980-х годах и открытые в 2007 году сейчас активно изучаются.

## Свойства
Поверхностное состояние трёхмерного топологического изолятора является новым типом двумерного электронного газа, где спин электрона связан с импульсом, то есть спин зависит от собственного движения электрона.

## Применение
Предполагается использование топологических изоляторов в квантовых компьютерах в качестве носителей информации.
Применение в теории[прояснить]
- Магнитные монополи
- Майорановский фермион
- Аксион
- Квантовые вычисления
- Квантовая теория поля